# Brian McBride
Brian McBride   (Arlington Heights, 19 de juny de 1972) és un exfutbolista estatunidenc de la dècada de 2000. Fou 95 cops internacional amb la selecció dels Estats Units, amb la qual participà en els Mundials de 1998, 2002 i 2006.
Pel que fa a clubs, destacà a VfL Wolfsburg, Columbus Crew, Fulham FC i Chicago Fire.